# Scanimate
Scanimate est un système analogique d'images de synthèse (synthétiseur vidéo) développé de la fin des années 1960 aux années 1980 par la société Computer Image Corporation (CIC) de Denver au Colorado.

## Description
Les huit systèmes Scanimate fabriqués ont été utilisés pour produire une grande partie des animations vidéo à la télévision des années 1970 au début des années 1980 dans les publicités, les génériques d'émissions et toutes sortes de séquences courtes. L'un des principaux avantages du système Scanimate par rapport à l'animation cinématographique et à l'animation par ordinateur était la possibilité de créer des animations en temps réel. La vitesse de réalisation et la diversité des effets possibles a rendu obsolètes les techniques traditionnelles du cinéma (banc-titre, etc.). Au milieu des années 1980, Scanimate a été remplacé par l'animation par ordinateur, entièrement numérique, qui produisait des images plus nettes et des vidéos 3D plus sophistiquées.
Les animations créées sur Scanimate et les systèmes analogiques similaires présentent un certain nombre de caractéristiques qui les distinguent de l'animation cinématographique : le mouvement est extrêmement fluide, utilisant  60 trames par seconde en NTSC, ou 50 en PAL, plutôt que les 24 images par seconde sur pellicule. Les couleurs sont beaucoup plus vives et plus saturées et les images ont un aspect très "électronique" qui résulte de la manipulation directe des signaux vidéo que le Scanimate utilise.

## Fonctionnement
Une caméra monochrome haute résolution (environ 800 lignes) enregistre des illustrations à contraste élevé. L'image est ensuite affichée sur un écran haute résolution. Contrairement à un moniteur normal, les signaux de commande X/Y  passent par un calculateur analogique spécial qui permet à l'opérateur de déformer l'image de nombreuses façons. L'image est ensuite capturée sur l'écran par une caméra classique, argentique ou vidéo. 
Dans le cas d'une caméra vidéo, ce signal est ensuite envoyé dans un coloriseur, un appareil qui peut transformer certaines nuances de gris en couleurs ou en niveaux de transparence, permettant de garder la sortie du Scanimate toujours monochrome. Un autre avantage du coloriseur est qu'il donne à l'opérateur la possibilité d'ajouter en permanence des couches graphiques, ce qui rend possible la création d'illustrations très complexes. On utilise pour cela deux enregistreurs vidéo : l'arrière-plan est joué par le premier et enregistré par le second, et ce processus est répété pour chaque couche. Cela nécessite des enregistreurs vidéo de très haute qualité comme  l'Ampex VR-2000 ou l'IVC -9000 de l'époque, l'IVC-9000 étant le plus fréquemment utilisé.

## Aujourd'hui
Deux machines Scanimate sont toujours utilisés dans les studios ZFx à Asheville, en Caroline du Nord. La machine de R&D "Black Swan" d'origine a été mise à niveau avec une alimentation plus moderne et peut produire de la vidéo haute définition standard (1080P). La machine "white Pearl" est la dernière produite et est conservée dans sa configuration d'origine à des fins historiques par David Sieg de ZFx inc. 
Les machines sont installées dans un environnement de production avec des mélangeurs Grass Valley, des générateurs d'effets Kaleidoscope et des enregistreurs de disques Accom.

## Utilisations connues

### Clips musicaux
- Let's Groove par Earth, Wind & Fire
- Get Down on It par Kool & the Gang
- Blame It on the Boogie par The Jacksons
- Knock on Wood par Amii Stewart
- Popcorn Love par New Edition
- Le clip DVNO par Justice s'inspire fortement de nombreux logos animés de grandes marques de l'ère Scanimate

### Programmes TV et films
- Community saison 5, épisode 11, GI Jeff
- Génération Proteus
- Embarquement immédiat
- Les légendes des super-héros
- L'âge de cristal (séquence carrousel)
- Monday Night Football (générique 1973-1978)
- NBC Sports
- Sgt. Pepper's Lonely Hearts Club Band
- Sesame Street
- Star Wars (affichage dans la salle de commande de l'étoile de la Mort)
- Charlie et la Chocolaterie (1971) (numéros musicaux Oompa Loompa pour Augustus Gloop et Veruca Salt)
- Odin: Photon Sailer Starlight, un animé japonais de 1985

### Chaînes de télévision et producteurs
- ABS-CBN (bumpers, 1er mars 1987-30 octobre 2005)
- CBC (logo "pizza explosive", 1975-1985)
- Disney Channel (uniquement pour son lancement)
- Hanna-Barbera (pour son logo "étoile tourbillonnante" en 1979)
- HBO (1975-1982)
- NBC (1985-1986)
- RPN / CNN Philippines (1982-1986)
- USA Network (logo 1987 et autres)
- Walt Disney Studios Home Entertainment (logo néon Mickey de 1978)
- WGN-TV (générique The WGN 8:00 Movie)

### Jeux vidéo
- Star Blazer sur borne d'arcade Sega (support LaserDisc) en 1983, adapté en occident par Bally-Midway sous le titre Galaxy Ranger
- Le jeu Space Battleship Yamato sur borne d'arcade Taito (sur LaserDisc encore) en 1985

## Diffusion internationale

### Amérique latine
En Amérique latine, il n'y eut que deux sociétés à acquérir un Scanimate : Telerey, qui dans les années 1970 et 1980 était une division du groupe mexicain Televisa à Mexico, et TVN au Chili, qui des années plus tard a complété le Scanimate avec un magnétoscope Ampex AVA-1. Les autres producteurs, diffuseurs et réseaux de télévision faisaient réaliser leurs animations par des sociétés américaines. Au Brésil, de nombreux diffuseurs ont utilisé le Scanimate, notamment TVS (maintenant SBT), TV Tupi (aujourd'hui disparue), Rede Record et TV Globo.
- TV Globo (logos principaux de 1976 à 1982)
- Rede Record (logos de 1979 à 1986)
- SBT (logos principaux de 1981 à 1988)
- Televisión Nacional de Chile (logos principaux de 1982 à 1988)

### Japon
Au Japon, la société de postproduction Genzojo, aujourd'hui Imagica (ja), a acquis un exemplaire de Scanimate.
Au début des années 1980, quelques films d'animation de SF l'ont adopté pour certains effets visuels (Be Forever Yamato, Final Yamato, Odin). Le studio d'animation Tatsunoko l'a utilisé intensivement dans ses séries sous l'impulsion de Hiroshi Sasagawa (en). 
Dans les années 1970 et 1980, de très nombreuses chaînes de télévision japonaises ont utilisé le Scanimate, comme NHK, TV Asahi, NTV et MBS, mais aussi de nombreuses chaînes locales.
Sega et Taito ont également utilisé le Scanimate pour produire des séquences visuelles impressionnantes dans des bornes d'arcade en mettant à profit le format LaserDisc.

### Utilisations en France
En France, la technique du scanimate a été un peu utilisée, mais la production a toujours été déléguée à un studio spécialisé américain, en général Robert Abel and Associates.
L'animatrice Anne Hofer, collaboratrice de Christophe Izard sur plusieurs émissions jeunesse, l'a expérimenté pour le troisième générique des Visiteurs du Mercredi. Devant le succès de la méthode, elle a supervisé le développement de génériques au scanimate pour TF1 : habillage de la chaîne 1976-1985, Le Cinéma du Dimanche Soir (1977), Téléfoot (1977), Restez donc avec nous le samedi, puis le générique du Village dans les nuages (1982).